# Скарпалеђа-Черуцо (Потенца)
Скарпалеђа-Черуцо (итал. Scarpaleggia-Ceruzzo) је насеље у Италији у округу Потенца, региону Базиликата.
Према процени из 2011. у насељу је живело 327 становника. Насеље се налази на надморској висини од 518 м.